# Combate de Caucato
El Combate de Caucato fue un enfrentamiento menor de la guerra de independencia peruana ocurrido el 1 de noviembre de 1822 (otros lo sitúan en octubre  Archivado el 22 de febrero de 2005 en Wayback Machine.)  en la hacienda de Caucato, cerca de tres leguas al Este de la ciudad de Pisco. Se trata del primer enfrentamiento del escuadrón de caballería de la Legión Peruana de la Guardia.
El segundo escuadrón de Húsares de la Legión fue encomendado por el coronel Raulet para realizar un reconocimiento al pueblo de Chincha Alta, hasta donde llegaban las avanzadas del coronel realista Rodil, que consistían en la compañía de cazadores del regimiento Real Infante , al mando del capitán D. Pedro de la Peña (teniente coronel graduado) quién tenía encomendada una misión contra las partidas guerrilleras patriotas.
El escuadrón de caballería si estaba al mando del mayor Soulange, antiguo oficial francés del ejército de Napoleón, quién llegó hasta Caucato a las 3 de la madrugada, topándose por sorpresa allí con las tropas realistas; el capitán D. Pedro de la Peña se puso al frente de sus hombres y abrió fuego, pero Soulange al mando del escuadrón de húsares cargó y consiguió rechazar la compañía de cazadores. En el combate murió el corneta del escuadrón, de origen francés, llamado Danviette siendo además heridos de bala otros dos húsares. El mayor Soulanges elogió a los oficiales alférez Manuel Silva y el portaestandarte Manuel Solar por su demostración de valor. El teniente Melchor Valle al mando de piquetes de caballería acuchilló a la partida de realistas que se batían en retirada. Fueron tomados prisioneros 36 realistas, entre ellos el teniente coronel Pedro de la Peña que mandaba la compañía, y ante la imposibilidad de transportar los prisioneros los soldados fueron liberados tras juramentar que no volverían a tomar las armas hasta ser legalmente canjeados. Acabado el combate, el escuadrón de Húsares de Soulange consigue retornar a las filas de la división de Raulet.   
En 1823, tras el fracaso de la Campaña de Santa Cruz a los puertos intermedios, una segunda tentativa de acabar con el bastión de la sierra, el mayor Soulanges, que se había distinguido con sus húsares en la batalla de Zepita, caería prisionero en alta mar, mientras retornaba con su unidad reembarcada a Lima, siendo enviado cauivo a Chiloé pero falleció trágicamente al naufragar el buque español en que se le transportaba.